# Championnats du monde de cyclisme sur route 2022
Navigation
Flandre 2021 Glasgow 2023
Les Championnats du monde de cyclisme sur route 2022, quatre-vingt-neuvième édition des championnats du monde de cyclisme sur route, ont lieu du 18 au 25 septembre à Wollongong, en Australie,. C'est la deuxième fois que l'Australie accueille les championnats du monde sur route après Melbourne  en 2010.
Pour ces championnats, l'Union cycliste internationale décide d'ajouter deux nouveaux titres pour les athlètes féminines de moins de 23 ans : un titre sur la course en ligne et un sur le contre-la-montre individuel. Dans un premier temps, entre 2022 et 2024, les coureuses de moins de 23 ans continuent à courir avec les élites. À partir de 2025, elles courent dans une épreuve séparée. Pour la première fois de l'histoire des championnats, il y a donc autant d'épreuves masculines que féminines.
Six mois avant les mondiaux, le 1er mars 2022, la Fédération australienne de cyclisme annonçait que les équipes russes et biélorusses ne seraient pas autorisées à concourir en raison de l'invasion de l'Ukraine par la Russie, sur la base de la recommandation du Comité international olympique.

## Parcours

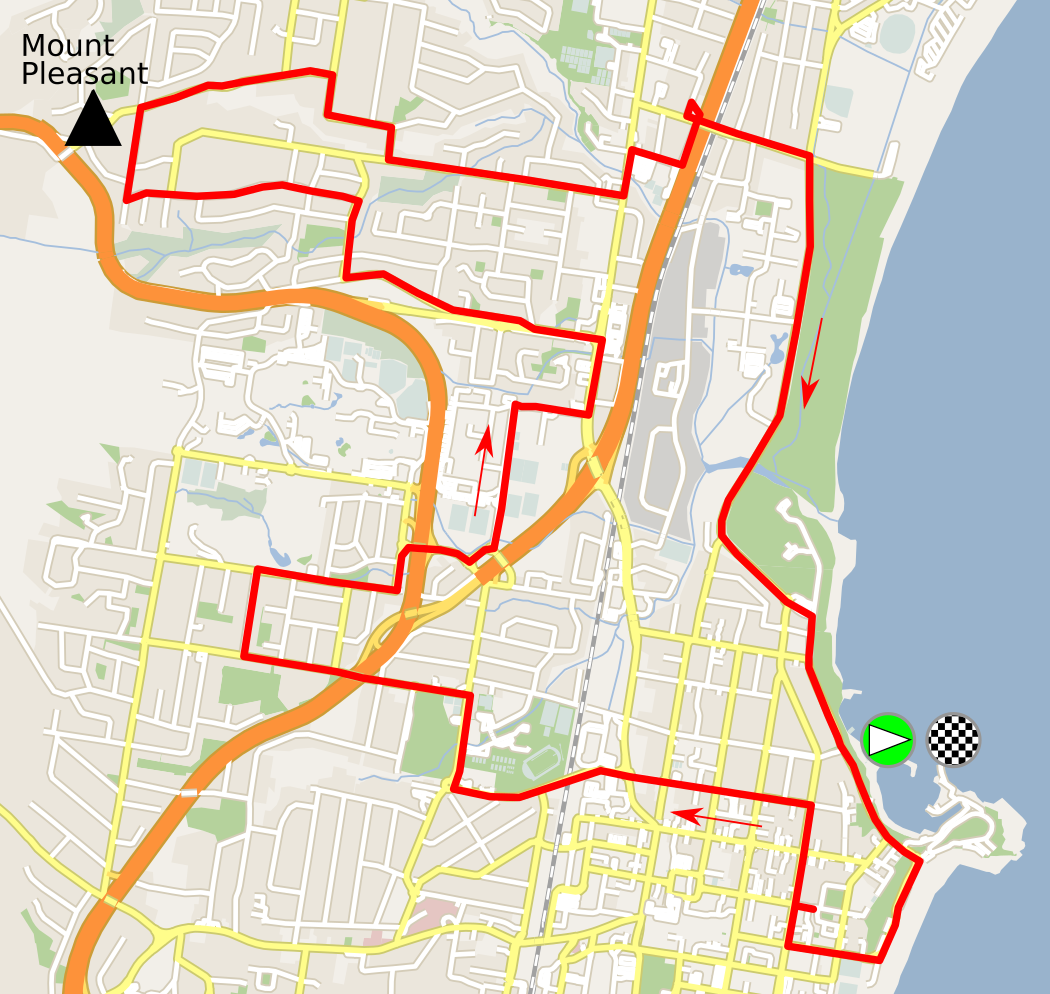
Carte du circuit

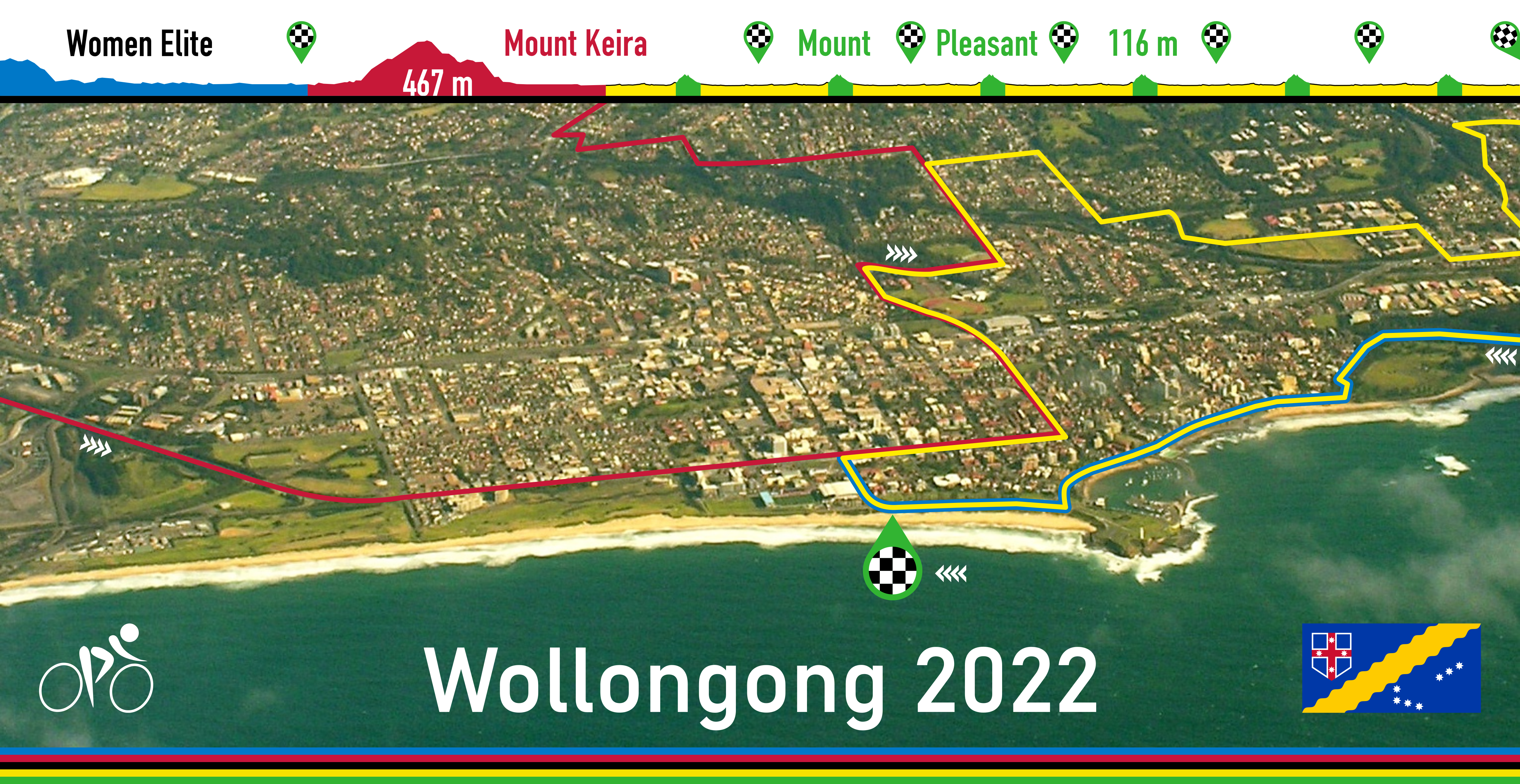
Les circuits commencent et finissent sur la plage de Wollongong. Les courses en ligne élites partent de Helensburgh dans le nord (bleu) et passent par le Mount Keira (rouge).

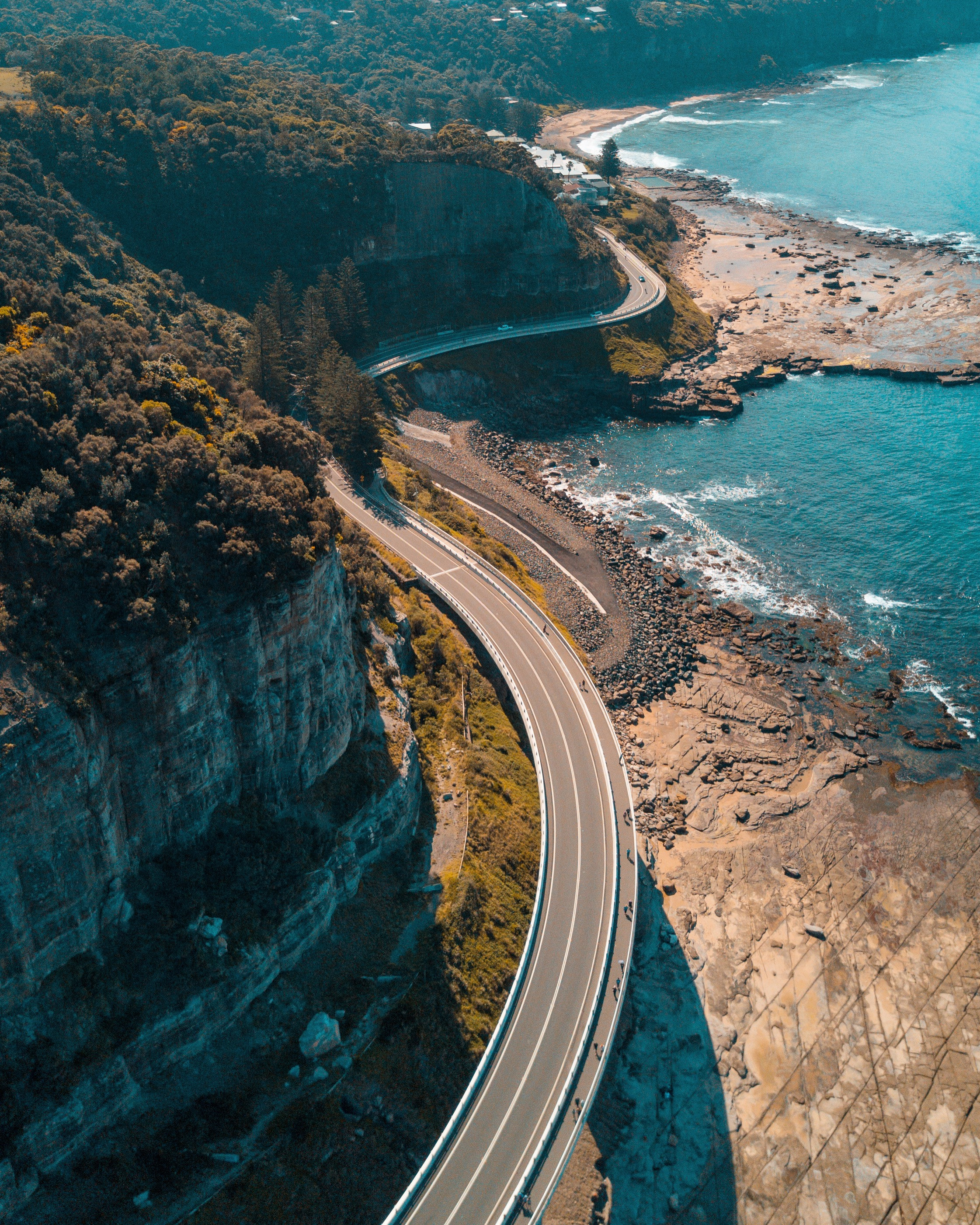
Au sud de Helensburgh, le parcours traverse le Sea Cliff Bridge.

La ligne de départ des courses « élites » se situe à Helensburgh (en), à environ 30 km au nord de Wollongong. Le parcours effectue une boucle de 34 km autour du Mount Keira (8,7 km avec une pente moyenne de 5 % et une pente maximale de 15 %) avant de rejoindre le circuit principal tracé à Wollongong. Ce circuit de 17,7 km présente un dénivelé de 220 m et comprend comme principale difficulté la montée de Mount Pleasant (1,1 km avec une pente moyenne de 7,7 % et une pente maximale de 14 %),.
Au total, le parcours des femmes compte 2 433 mètres de dénivelé sur une distance de 164,3 km (1 boucle du Mount Keira, 6 fois le circuit de Wollongong) et celui des hommes 3 945 mètres de dénivelé pour une distance de 266,9 km (1 boucle du Mount Keira, 12 fois le circuit de Wollongong). Les autres courses en ligne (hommes juniors, femmes juniors, hommes espoirs) se déroulent entièrement sur le circuit de Wollongong,.
Les épreuves contre-la-montre sont tracées sur un parcours similaire au circuit de Wollongong, mais en évitant la montée de Mount Pleasant. Pour la première fois, les épreuves contre-la-montre Femmes et Hommes « élites » se déroulent sur la même distance (34,2 km),.

## Participation
La liste des engagés publiée le 13 septembre comprend 905 athlètes issus de 82 fédérations membres de l'UCI. À cela, s'ajoute l'équipe du Centre mondial du cyclisme, qui participe au relais mixte. Toujours en relais mixte, les équipes de Nouvelle-Calédonie et de Tahiti ont été exceptionnellement invitées à prendre le départ. En effet, bien que leurs associations soient membres associés de la Confédération océanienne de cyclisme, elles dépendent de la Fédération française de cyclisme et ne sont donc pas directement affiliées à l'UCI, de sorte que leurs athlètes devraient normalement concourir dans l'équipe nationale française. Par ailleurs, les Samoas, le Bangladesh, la Dominique, les Émirats arabes unis et le Vatican participent pour la première fois aux mondiaux.
À l'inverse, les championnats du monde ont également été touchés par un certain nombre de forfaits. Les frais élevés de déplacement, en augmentation après la crise du Covid, et d'hébergement dans la lointaine Australie constituent l'une des principales raisons. L'équipe d'Irlande a annulé sa participation pour ce motif, tandis que la Nouvelle-Zélande a envoyé une équipe considérablement réduite, les meilleurs professionnels Néo-Zélandais étant essentiellement basés en Europe. Un certain nombre d'autres coureurs ont dû renoncer en raison de la lutte entre équipes professionnelles de marques pour les licences World Tour, qui seront attribuées à l'issue de la saison en fonction du classement mondial. Plusieurs de ces équipes ont ainsi refusé de libérer leurs coureurs. Enfin, les équipes de Russie et de Biélorussie sont interdites de participation en raison de l'implication de leur pays dans la guerre en Ukraine.

## Programme
* Heure locale — UTC+10:00

Sources,
| Date                                      | Horaires | Horaires | Événement                           | Ville départ | Ville arrivée | Distance | Tours |
| ----------------------------------------- | -------- | -------- | ----------------------------------- | ------------ | ------------- | -------- | ----- |
| Contre-la-montre individuel               |          |          |                                     |              |               |          |       |
| 18 septembre                              | 09:35    | 12:30    | Élite femmes Moins de 23 ans femmes | Wollongong   | Wollongong    | 34,2 km  | n/a   |
| 18 septembre                              | 13:30    | 17:00    | Élite hommes                        | Wollongong   | Wollongong    | 34,2 km  | n/a   |
| 19 septembre                              | 13:20    | 17:00    | Moins de 23 ans hommes              | Wollongong   | Wollongong    | 28,8 km  | n/a   |
| 20 septembre                              | 09:30    | 11:06    | Junior femmes                       | Wollongong   | Wollongong    | 14,1 km  | n/a   |
| 20 septembre                              | 13:20    | 17:01    | Junior hommes                       | Wollongong   | Wollongong    | 28,8 km  | n/a   |
| Contre-la-montre par équipes relais mixte |          |          |                                     |              |               |          |       |
| 21 septembre                              | 14:20    | 17:03    | Relais mixte                        | Wollongong   | Wollongong    | 28,2 km  | n/a   |
| Course en ligne                           |          |          |                                     |              |               |          |       |
| 23 septembre                              | 08:30    | 12:00    | Junior hommes                       | Wollongong   | Wollongong    | 135,6 km | 8     |
| 23 septembre                              | 13:00    | 17:16    | Moins de 23 ans hommes              | Wollongong   | Wollongong    | 169,8 km | 10    |
| 24 septembre                              | 08:00    | 09:53    | Junior femmes                       | Wollongong   | Wollongong    | 67,2 km  | 4     |
| 24 septembre                              | 11:55    | 17:00    | Élite femmes Moins de 23 ans femmes | Helensburgh  | Wollongong    | 164,3 km | 6     |
| 25 septembre                              | 10:00    | 16:51    | Élite hommes                        | Helensburgh  | Wollongong    | 266,9 km | 12    |

## Podiums

### Épreuves masculines
| Épreuves                             | Or                | Or | Or             | Argent             | Argent | Argent     | Bronze            | Bronze | Bronze     |
| ------------------------------------ | ----------------- | -- | -------------- | ------------------ | ------ | ---------- | ----------------- | ------ | ---------- |
| Élites                               |                   |    |                |                    |        |            |                   |        |            |
| Course en ligne Résultats détaillés  | Remco Evenepoel   | en | 6 h 16 min 8 s | Christophe Laporte | +      | 2 min 21 s | Michael Matthews  | +      | 2 min 21 s |
| Contre-la-montre Résultats détaillés | Tobias Foss       | en | 40 min 2 s     | Stefan Küng        | +      | 3 s        | Remco Evenepoel   | +      | 9 s        |
| Moins de 23 ans                      |                   |    |                |                    |        |            |                   |        |            |
| Course en ligne Résultats détaillés  | Yevgeniy Fedorov  | en | 3 h 57 min 8 s | Mathias Vacek      | +      | 1 s        | Søren Wærenskjold | +      | 3 s        |
| Contre-la-montre Résultats détaillés | Søren Wærenskjold | en | 34 min 13 s    | Alec Segaert       | +      | 17 s       | Leo Hayter        | +      | 25 s       |
| Juniors                              |                   |    |                |                    |        |            |                   |        |            |
| Course en ligne Résultats détaillés  | Emil Herzog       | en | 3 h 11 min 7 s | António Morgado    | +      | 0 s        | Vlad Van Mechelen | +      | 55 s       |
| Contre-la-montre Résultats détaillés | Joshua Tarling    | en | 34 min 59 s    | Hamish McKenzie    | +      | 19 s       | Emil Herzog       | +      | 33 s       |

### Épreuves féminines
| Épreuves                             | Or                   | Or | Or              | Argent             | Argent | Argent     | Bronze              | Bronze | Bronze     |
| ------------------------------------ | -------------------- | -- | --------------- | ------------------ | ------ | ---------- | ------------------- | ------ | ---------- |
| Élites                               |                      |    |                 |                    |        |            |                     |        |            |
| Course en ligne Résultats détaillés  | Annemiek van Vleuten | en | 4 h 24 min 25 s | Lotte Kopecky      | +      | 1 s        | Silvia Persico      | +      | 1 s        |
| Contre-la-montre Résultats détaillés | Ellen van Dijk       | en | 44 min 28 s     | Grace Brown        | +      | 13 s       | Marlen Reusser      | +      | 42 s       |
| Moins de 23 ans                      |                      |    |                 |                    |        |            |                     |        |            |
| Course en ligne Résultats détaillés  | Niamh Fisher-Black   | en | 4 h 24 min 26 s | Pfeiffer Georgi    | +      | 12 s       | Ricarda Bauernfeind | +      | 12 s       |
| Contre-la-montre Résultats détaillés | Vittoria Guazzini    | en | 45 min 21 s     | Shirin van Anrooij | +      | 1 min 48 s | Ricarda Bauernfeind | +      | 2 min 17 s |
| Juniors                              |                      |    |                 |                    |        |            |                     |        |            |
| Course en ligne Résultats détaillés  | Zoe Bäckstedt        | en | 1 h 47 min 5 s  | Églantine Rayer    | +      | 2 min 7 s  | Nienke Vinke        | +      | 2 min 7 s  |
| Contre-la-montre Résultats détaillés | Zoe Bäckstedt        | en | 18 min 27 s     | Justyna Czapla     | +      | 1 min 36 s | Febe Jooris         | +      | 1 min 49 s |

### Épreuve mixte
| Épreuves                                                         | Or | Or             | Argent | Argent | Bronze                                                                                                  | Bronze |
| ---------------------------------------------------------------- | --- | -------------- | --- | ------ | --- | ------ |
| Contre-la-montre par équipes en relais mixte Résultats détaillés | Suisse- Elise Chabbey - Nicole Koller - Marlen Reusser - Stefan Bissegger - Stefan Küng - Mauro Schmid | en 33 min 47 s | Italie- Elena Cecchini - Vittoria Guazzini - Elisa Longo Borghini - Edoardo Affini - Filippo Ganna - Matteo Sobrero | + 3 s  | Australie- Georgia Baker - Alexandra Manly - Sarah Roy - Luke Durbridge - Michael Matthews - Luke Plapp | + 38 s |

## Tableau des médailles
| Rang  | Nation           | Or | Argent | Bronze | Total |
| ----- | ---------------- | -- | ------ | ------ | ----- |
| 1     | Grande-Bretagne  | 3  | 1      | 1      | 5     |
| 2     | Pays-Bas         | 2  | 1      | 1      | 4     |
| 3     | Norvège          | 2  | 0      | 1      | 3     |
| 4     | Belgique         | 1  | 2      | 3      | 6     |
| 5     | Allemagne        | 1  | 1      | 3      | 5     |
| 6     | Italie           | 1  | 1      | 1      | 3     |
| 6     | Suisse           | 1  | 1      | 1      | 3     |
| 8     | Kazakhstan       | 1  | 0      | 0      | 1     |
| 8     | Nouvelle-Zélande | 1  | 0      | 0      | 1     |
| 10    | Australie        | 0  | 2      | 2      | 4     |
| 11    | France           | 0  | 2      | 0      | 2     |
| 12    | Portugal         | 0  | 1      | 0      | 1     |
| 12    | Tchéquie         | 0  | 1      | 0      | 1     |
| Total | Total            | 13 | 13     | 13     | 39    |